# Anna Gorjačëva
Anna Gorjačëva (in russo Анна Горячёва?, traslitterazione anglosassone Anna Goryachova; Leningrado, 10 dicembre 1983) è un mezzosoprano russo, distintosi in particolare nel repertorio del belcanto.

## Biografia
Anna Goryachova ha cominciato i suoi studi come pianista, poi è entrata al Conservatorio Statale Rimskij-Korsakov di San Pietroburgo nella sezione vocale, diplomandosi sotto la direzione di Galina Kiselëva.
Dopo le prime esperienze come solista all'Opera da Camera di S. Pietroburgo (sotto la direzione del famoso regista russo Yuri Alexandrov), si è perfezionata all'Accademia  di Santa Cecilia di Roma, sotto la direzione di Renata Scotto, Anna Vandi e Cesare Scarton ed all'Accademia "A.R.T. Musica" di Romualdo Savastano.
Dopo il suo debutto europeo nel 2011 ad Anversa (Melibea ne Il viaggio a Reims di Rossini, con la direzione di Alberto Zedda), ha cantato Alcina nell'Orlando Paladino di Haydn al Teatro Chatelet di Parigi, diretta da Jean-Christophe Spinosi e debuttato poi il ruolo del titolo in Carmen di Bizet, nuovamente ad Anversa, diretta da Dmitri Jurowski.
Nel 2012 Anna ha fatto il suo debutto al Rossini Opera Festival di Pesaro cantando Edoardo in Matilde di Shabran, accanto a colleghi come Juan Diego Flórez ed Olga Peretyatko, diretta da Michele Mariotti e con la regia di Mario Martone.
Al R.O.F. è tornata l’anno successivo, dove ha riscosso un altro grande successo come Isabella ne L'italiana in Algeri, con la regia di Davide Livermore .
Anna Goryachova è stata solista nell'ensemble dell'Opera di Zurigo fino alla stagione 16/17, interpretando opere quali Il barbiere di Siviglia di Rossini (Rosina), diretta da Enrique Mazzola, Drei Schwestern di Peter Eötvös, Rinaldo di Händel, Don Giovanni di Mozart (Zerlina), diretta da Fabio Luisi, La dama di picche di Čajkovskij (Polina), Il Viaggio a Reims di Rossini (Melibea), diretta da Daniele Rustioni, La verità in cimento di Vivaldi, diretta da Ottavio Dantone e la première mondiale di Rote Laterne, di Christian Jost.
Nel 2014 Goryachova ha debuttato all'Opéra Garnier (Grand Opera) di Parigi come Ruggiero nell'Alcina di Händel, diretta da Christophe Rousset ed al Teatro Comunale di Bologna come Dorabella nel Così fan tutte di Mozart, diretta da Michele Mariotti e con la regia di Daniele Abbado.
Il 2015 ha visto Anna debuttare all'Opera Nazionale di Amsterdam, nuovamente nell'amato ruolo di Marchesa Melibea nella nuova produzione di Damiano Michieletto de Il Viaggio a Reims, diretta da Stefano Montanari ed all'Opera di Firenze come Dorabella in Così fan tutte, con la regia di Lorenzo Mariani. Lo stesso anno ha cantato Rosina ne Il barbiere di Siviglia al Teatro Michajlovskij di S. Pietroburgo, Les Noces di Stravinskij all'Accademia Nazionale di Santa Cecilia e Stabat Mater al R.O.F. di Pesaro.
Nel 2016 ha cantato Adalgisa nella Norma di Bellini al Teatro Verdi di Trieste ed al Teatro San Carlo di Napoli; è stata, poi, Polina nella Dama di Picche all’Opera Nazionale di Amsterdam, diretta da Mariss Jansons e con la regia di Stefan Herheim.
Nel 2017 ha debuttato il ruolo del titolo nella Cenerentola di Rossini all’Opera di Oslo, diretta da Antonino Fogliani, poi ha cantato Alcina nell'Orlando Paladino di Haydn e Rosina nel Barbiere di Siviglia all'Opera di Zurigo, prima di interpretare nuovamente Melibea ne Il Viaggio a Reims all’Opera di Roma.

## Vita privata
Anna Goryachova è sposata col baritono italiano Simone Alberghini, con cui ha avuto la figlia Valentina Alberghini, nata nel 2016.

## Repertorio (parziale)
| Ruolo          | Titolo                         | Autore         |
| -------------- | ------------------------------ | -------------- |
| Adalgisa       | Norma                          | Bellini        |
| Carmen         | Carmen                         | Bizet          |
| Masha          | Drei Schwestern                | Eötvös         |
| Orphée         | Orphée et Euridice             | Gluck          |
| Ruggiero       | Alcina                         | Händel         |
| Eustazio       | Rinaldo                        | Händel         |
| Alcina         | Orlando Paladino               | Haydn          |
| Dulcinée       | Don Quichotte                  | Massenet       |
| Sesto          | La Clemenza di Tito            | Mozart         |
| Dorabella      | Così fan tutte                 | Mozart         |
| Donna Elvira   | Don Giovanni                   | Mozart         |
| Zerlina        | Don Giovanni                   | Mozart         |
| Marina Mnishek | Boris Godunov                  | Musorgskij     |
| Yen-Er         | Die rote laterne               | Christian Jost |
| Rosina         | Il barbiere di Siviglia        | Rossini        |
| Angelina       | La Cenerentola                 | Rossini        |
| Isabella       | L'italiana in Algeri           | Rossini        |
| Edoardo        | Matilde di Shabran             | Rossini        |
| Lucilla        | La scala di seta               | Rossini        |
| Melibea        | Il viaggio a Reims             | Rossini        |
| Olga           | Evgenij Onegin                 | Čaikovskij     |
| Polina         | La Dama di Picche              | Čaikovskij     |
| Juditha        | Juditha triumphans             | Vivaldi        |
| Zelim          | La verità in cimento           | Vivaldi        |
| Dido           | Dido and Aeneas                | Purcell        |
| Magdalena      | Die Meistersinger von Nürnberg | Wagner         |

## Discografia

### DVD e Bluray
- Rossini, "Matilde di Shabran" - Florez/Peretyatko/Goryachova - Mariotti/Martone - DECCA[3].
- Rossini, "L'Italiana in Algeri" - Goryachova/Esposito/Shi - Encinar/Livermore - OPUS ARTE[4].
- Tchaikovsky, ''Queen of Spades'' - Stoyanov/Aksenova/Didyk/Dyadkova/Markov/Goryachova - Janssons/Herheim - UNITEL

## Riconoscimenti
Concorso Internazionale di canto Galina Vishnevskaya
- 2008 - 2ndo premio e Premio Speciale

Golden Mask
- 2009 - Candidatura come Miglior Interprete Femminile per l’interpretazione di Donna Elvira